# 劉璟 (長史)
劉璟（1350年—1402年），字仲璟，又字孟光，号易斋，浙江青田（今文成縣）人，祖籍陝西保安（志丹），明朝开国元勋劉基（劉伯溫）的次子，明朝政治人物。
劉璟在弱冠之年就通曉經學。明太祖想念劉基，就招其入殿，说话如同一家人。洪武二十三年，命其袭父爵，但是劉璟推卻，說是有兄长劉璉的长子劉廌在世。朱元璋于是特设閤门使给他，并任命其为谷王府左长史。劉璟善于言谈，尤其喜欢用兵。当时温州葉丁香反叛，延安侯唐勝宗向其请教退兵之策，后来果然有效。朱元璋大喜道：“劉璟真是刘基的儿子啊！”
有一次他与燕王朱棣对弈，朱棣问道：“您不让一让嗎？”劉璟正色回答道：“可讓的地方我就讓。不可讓的地方，我不敢讓啊。”朱棣懂得話中之意，所以沉默。后朱棣起兵靖難，劉璟随谷王归京师，劉璟上了十六道策略，朝廷不用。命其作為李景隆的參军事，兵败后上书，不省，回乡。
朱棣打敗建文帝，即位，召见劉璟，劉璟称病不去。后被逮捕到京师，還是称「殿下」，不肯稱「陛下」。劉璟对朱棣说：“殿下百世後，逃不得一『篡』字。”因此下狱，狱中自縊身亡。法官想要迎合皇帝諭旨，上奏请求连坐其家屬，朱棣以其父是劉基之故，未予批准。

## 子女
劉貊，宣德二年(1427)授刑部照磨